# Liste der Strafvollzugsanstalten in Namibia

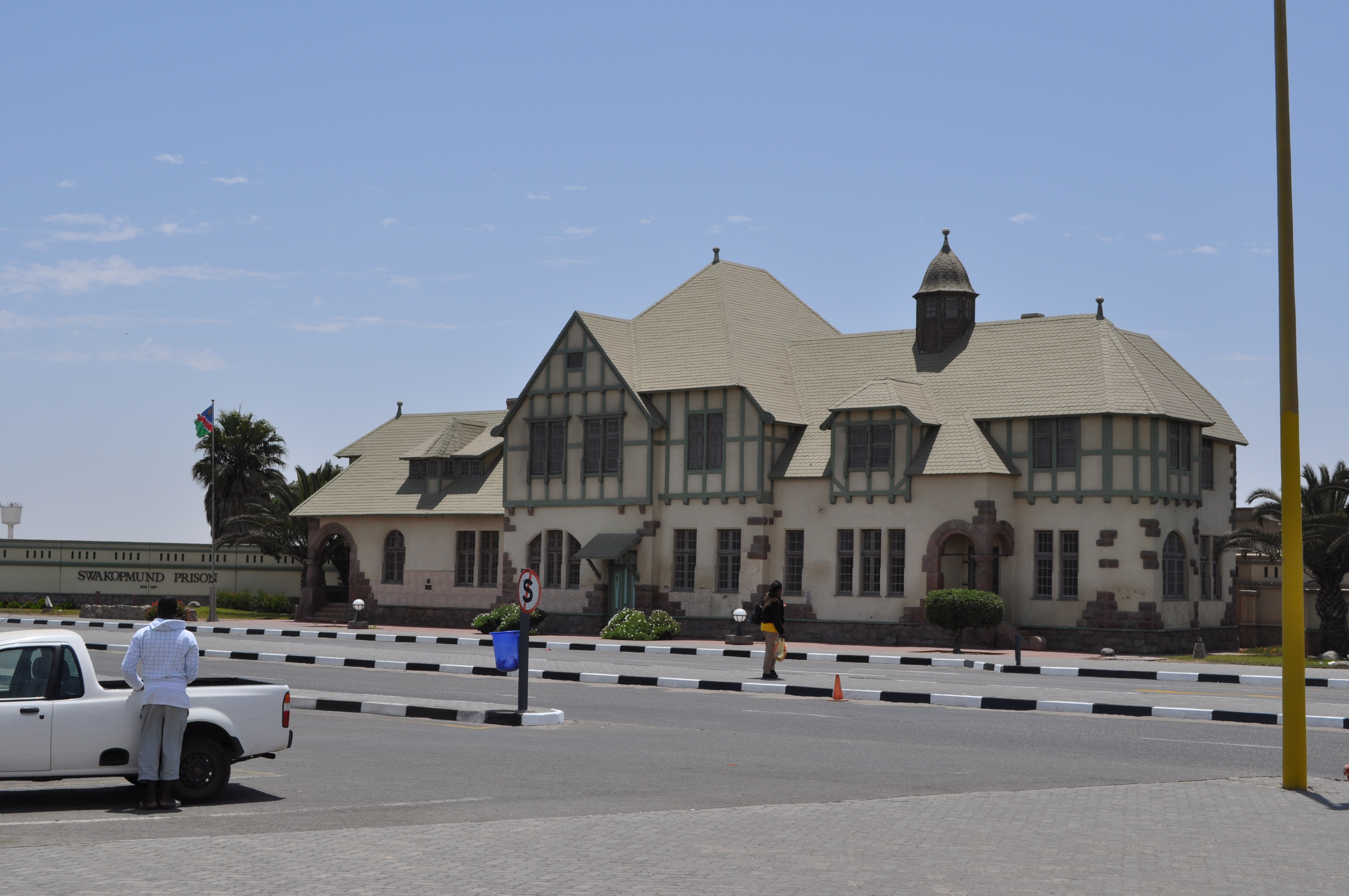
Seit der Zeit Deutsch-Südwestafrikas genutztes Gefängnis in Swakopmund

Die ist eine Liste der Strafvollzugsanstalten in Namibia.
Alle Strafvollzugsanstalten in Namibia werden vom Namibian Correctional Service (ehemals Namibian Prisons Service) unter dem Dach des Ministeriums für Innere Angelegenheiten, Einwanderung und Sicherheit (ehemals Sicherheitsministerium) verwaltet. Im Oktober 2017 saßen landesweit 4041 Häftlinge ein.
Landesweit gibt es 14 Gefängnisse:
1. Justizvollzugsanstalt Walvis Bay – 22° 58′ 20,9″ S, 14° 30′ 35,1″ O
2. Justizvollzugsanstalt Windhoek (ehemals Windhoeker Zentralgefängnis) – 22° 32′ 24,7″ S, 17° 4′ 15,2″ O
3. Justizvollzugsanstalt Gobabis – 22° 26′ 29,6″ S, 18° 58′ 17,5″ O
4. Justizvollzugsanstalt Omaruru – 21° 25′ 30,5″ S, 15° 57′ 18,2″ O
5. Justizvollzugsanstalt Swakopmund  – 22° 40′ 16″ S, 14° 31′ 56″ O
6. Justizvollzugsanstalt Oluno (in Ondangwa) – 17° 55′ 51,4″ S, 15° 59′ 10,2″ O
7. Justizvollzugsanstalt Farm Scott/Evaristus Shikongo (bei Tsumeb) – 19° 8′ 41,7″ S, 17° 47′ 23,1″ O
8. Justizvollzugsanstalt Grootfontein – 19° 33′ 27,7″ S, 18° 6′ 18,7″ O
9. Justizvollzugsanstalt Elizabeth Nepemba (Rundu) – 18° 1′ 51,4″ S, 19° 39′ 29,9″ O
10. Rehabilitierungszentrum Divundu – 18° 5′ 57,5″ S, 21° 34′ 6″ O
11. Justizvollzugsanstalt Hardap (in Mariental) – 24° 34′ 3,4″ S, 17° 54′ 11″ O
12. Justizvollzugsanstalt Keetmanshoop – Koordinaten fehlen! Hilf mit.
13. Justizvollzugsanstalt Lüderitz – 26° 39′ 3,6″ S, 15° 9′ 18,7″ O
14. Frauen-Justizvollzugsanstalt Windhoek (seit 2018) – 22° 32′ 32,7″ S, 17° 4′ 19,6″ O
15. Justizvollzugsanstalt Kaoko-Otavi (bei Opuwo; seit November 2024)[3]

Die Justizvollzugsanstalt Oshikundu ist  geplant (Stand September 2020).

## Historisch
- Altes Gefängnis (Windhoek), in Windhoek